# مک‌کللاند (آیووا)
مک‌کللاند (به انگلیسی: McClelland) شهری در ایالت آیووا کشور ایالات متحده آمریکا است که جمعیت آن در سرشماری سال ۲۰۱۰ میلادی، ۱۵۱ نفر بوده‌است.